# Rush Hour (Fernsehserie)
Rush Hour ist eine US-amerikanische Krimiserie, die am 31. März 2016 ihre Premiere beim Sender CBS hatte. Sie basiert auf der gleichnamigen Filmreihe (1998–2007) und besteht aus einer Staffel mit 13 Episoden. Die deutschsprachige Erstausstrahlung zeigte der Bezahlfernsehsender ProSieben Fun ab dem 17. November 2016. Im Free-TV strahlen ORF eins und Sat.1 die Serie seit April bzw. Juni 2017 aus.

## Handlung
Wie auch im Film wird dem US-amerikanischen Polizisten James Carter der aus Hongkong stammende Polizist Jonathan Lee zugeteilt, nachdem dieser für die Ermittlungen zu einem Kriminalfall nach Los Angeles kommt.

## Besetzung und Synchronisation
Die deutsche Synchronisierung erfolgte durch die Münchener Synchronfirma Film- & Fernseh-Synchron GmbH unter dem Dialogbuch von Hartmut Neugebauer und der Dialogregie von Marianne Groß.
| Figur                | Darsteller    | Deutscher Sprecher |
| -------------------- | ------------- | ------------------ |
| James Carter         | Justin Hires  | Daniel Schlauch    |
| Jonathan Lee         | Jon Foo       | Max Felder         |
| Didi Diaz            | Aimee Garcia  | Shandra Schadt     |
| Gerald               | Page Kennedy  | Alexander Brem     |
| Captain Lindsay Cole | Wendie Malick | Kathrin Simon      |

| Figur           | Darsteller    | Folgen          | Deutscher Sprecher   |
| --------------- | ------------- | --------------- | -------------------- |
| Donovan         | Kirk Fox      | 1–3, 5–9, 12–13 | Josef Vossenkuhl     |
| Kim Lee         | Jessika Van   | 1–2, 5, 7, 13   | Gabrielle Pietermann |
| Derrick         | Steele Gagnon | 1, 3, 5, 11     | Matteo Manstein      |
| Dragon          | James Hong    | 5, 7, 13        | Erich Ludwig         |
| FBI-Agent Myers | Robyn Liveley | 5, 9, 13        | Tatjana Pokorny      |

## Episodenliste
| Nr. | Deutscher Titel                | Originaltitel                                         | Erstausstrahlung USA | Deutschsprachige Erstausstrahlung (D) | Regie          | Drehbuch                                                                   |
| --- | ------------------------------ | ----------------------------------------------------- | -------------------- | ------------------------------------- | -------------- | -------------------------------------------------------------------------- |
| 1   | Hongkong oder Hollywood        | Pilot                                                 | 31. März 2016        | 17. Nov. 2016                         | Jon Turteltaub | Bill Lawrence, Blake McCormick, Jim Kouf & Ross LaManna Idee: Ross LaManna |
| 2   | Blut ist dicker als Wasser     | Two Days or the Number of Hours Within that Timeframe | 7. Apr. 2016         | 17. Nov. 2016                         | Peter Weller   | Blake McCormick                                                            |
| 3   | Krumme Geschäfte               | Captain Cole’s Playlist                               | 14. Apr. 2016        | 24. Nov. 2016                         | Sylvain White  | Brian Chamberlayne & Steve Franks                                          |
| 4   | Explosive Botschaften          | LA Real Estate Boom                                   | 21. Apr. 2016        | 1. Dez. 2016                          | Jimmy Muro     | Cindy Fang                                                                 |
| 5   | Angriff auf Revier 7           | Assault on Precinct 7                                 | 28. Apr. 2016        | 8. Dez. 2016                          | John Putch     | Trey Callaway                                                              |
| 6   | Im Visier des Kartells         | Welcome Back, Carter                                  | 5. Mai 2016          | 15. Dez. 2016                         | Steve Boyum    | Brittany Hilgers & Krystal Houghton-Ziv                                    |
| 7   | Badass Cop                     | Badass Cop                                            | 12. Mai 2016         | 22. Dez. 2016                         | Steve Boyum    | Steve Franks                                                               |
| 8   | Wingman wider Willen           | Wind Beneath My Wingman                               | 19. Mai 2016         | 29. Dez. 2016                         | Maja Vrvilo    | Krystal Houghton Ziv                                                       |
| 9   | Alles für die Familie          | Prisoner of Love                                      | 23. Juli 2016        | 5. Jan. 2017                          | John Badham    | Trey Callaway                                                              |
| 10  | Der Geist des Le Château Franc | Knock, Knock… House Creeping!                         | 30. Juli 2016        | 12. Jan. 2017                         | James Roday    | Carlos Jacott                                                              |
| 11  | Teddy, Peanut, Pickle Ring     | O Hostage! My Hostage!                                | 6. Aug. 2016         | 19. Jan. 2017                         | Steve Boyum    | Brian Chamberlayne                                                         |
| 12  | Alte Bekannte                  | The Dark Night                                        | 13. Aug. 2016        | 2. Feb. 2017                          | Stephen Herek  | Blake McCormick                                                            |
| 13  | Showdown in L.A.               | Familee Ties                                          | 20. Aug. 2016        | 2. Feb. 2017                          | John Putch     | Trey Callaway & Carlos Jacott                                              |

## Rezeption
Von Seiten der Kritiker wurde die Serie Rush Hour weitestgehend negativ aufgenommen. Bei Rotten Tomatoes erhielt sie eine Zustimmungsrate von lediglich 24 %. Der Konsens lautet: „Glanzlose Chemie und einfallsloses Plotten verhindern, dass Rush Hour seinem Blockbuster-Namensvetter gerecht wird.“ Bjarne Bock von Serienjunkies.de kritisiert mit Blick auf die Actionszenen des Hauptdarstellers Jon Foo, dass sie „allesamt das komödiantische Element vermissen lassen, für das der Kampfkünstler Chan weltweit geliebt wird.“ Bock bescheinigt Foo einen Mangel an Charme, seinem Kollegen Justin Hires einen Mangel an Authentizität.